# Temporada 1994-95 de los Dallas Mavericks
La temporada 1994-95 fue la decimoquinta de los Dallas Mavericks en la NBA. La temporada regular acabó con 36 victorias y 46 derrotas, ocupando el décimo puesto de la conferencia Oeste, no logrando clasificarse para los playoffs.

## Elecciones en elDraft
| Ronda | Puesto | Jugador     | Posición | Nacionalidad   | Universidad |
| ----- | ------ | ----------- | -------- | -------------- | ----------- |
| 1     | 2      | Jason Kidd  | Base     | Estados Unidos | California  |
| 1     | 19     | Tony Dumas  | Escolta  | Estados Unidos | Kansas City |
| 2     | 28     | Deon Thomas | Alero    | Estados Unidos | Illinois    |

## Temporada regular
| División Medio Oeste   | División Medio Oeste | División Medio Oeste | División Medio Oeste | División Medio Oeste | División Medio Oeste | División Medio Oeste | División Medio Oeste | División Medio Oeste |
| Equipo                 | G                    | P                    | %                    | PD                   | Casa                 | Fuera                | Div                  |                      |
| ---------------------- | -------------------- | -------------------- | -------------------- | -------------------- | -------------------- | -------------------- | -------------------- | -------------------- |
| y-San Antonio Spurs    | 62                   | 20                   | .756                 | —                    | 33–8                 | 29–12                | 20–6                 |                      |
| x-Utah Jazz            | 60                   | 22                   | .732                 | 2                    | 33–8                 | 27–14                | 17–9                 |                      |
| x-Houston Rockets      | 47                   | 35                   | .573                 | 15                   | 25–16                | 22–19                | 13–13                |                      |
| x-Denver Nuggets       | 41                   | 41                   | .500                 | 21                   | 23–18                | 18–23                | 13–13                |                      |
| Dallas Mavericks       | 36                   | 46                   | .439                 | 26                   | 19–22                | 17–24                | 11–15                |                      |
| Minnesota Timberwolves | 21                   | 61                   | .256                 | 41                   | 13–28                | 8–33                 | 4–22                 |                      |

## Estadísticas

### Temporada regular
| Rk | Jugador          | Edad | P  | PT | MP   | TC  | TCI  | %TC  | T3  | T3I | %T3  | TL  | TLI | %TL  | RO  | RD  | RT   | AS  | RB  | TAP | BP  | FP  | PTS  |
| -- | ---------------- | ---- | -- | -- | ---- | --- | ---- | ---- | --- | --- | ---- | --- | --- | ---- | --- | --- | ---- | --- | --- | --- | --- | --- | ---- |
| 1  | Jim Jackson      | 24   | 51 | 51 | 38.9 | 9.5 | 20.1 | .472 | 0.7 | 2.2 | .318 | 6.0 | 7.5 | .805 | 2.4 | 2.7 | 5.1  | 3.7 | 0.5 | 0.2 | 3.1 | 1.8 | 25.7 |
| 2  | Jamal Mashburn   | 22   | 80 | 80 | 37.3 | 8.5 | 19.6 | .436 | 1.4 | 4.3 | .328 | 5.6 | 7.6 | .739 | 1.5 | 2.7 | 4.1  | 3.7 | 1.0 | 0.1 | 2.9 | 2.4 | 24.1 |
| 3  | Jason Kidd       | 21   | 79 | 79 | 33.8 | 4.2 | 10.8 | .385 | 0.9 | 3.3 | .272 | 2.4 | 3.5 | .698 | 1.9 | 3.5 | 5.4  | 7.7 | 1.9 | 0.3 | 3.2 | 1.8 | 11.7 |
| 4  | Popeye Jones     | 24   | 80 | 80 | 29.8 | 4.7 | 10.5 | .443 | 0.0 | 0.2 | .083 | 1.0 | 1.6 | .645 | 4.1 | 6.4 | 10.6 | 2.0 | 0.4 | 0.3 | 1.6 | 3.3 | 10.3 |
| 5  | Lorenzo Williams | 25   | 82 | 81 | 29.1 | 1.8 | 3.7  | .477 | 0.0 | 0.0 |      | 0.5 | 1.2 | .376 | 3.5 | 4.9 | 8.4  | 1.5 | 0.6 | 1.8 | 1.3 | 3.7 | 4.0  |
| 6  | Roy Tarpley      | 30   | 55 | 1  | 24.6 | 5.3 | 11.1 | .479 | 0.1 | 0.3 | .278 | 1.9 | 2.2 | .836 | 2.6 | 5.6 | 8.2  | 1.1 | 0.8 | 1.0 | 2.0 | 2.8 | 12.6 |
| 7  | Lucious Harris   | 24   | 79 | 31 | 21.5 | 3.5 | 7.7  | .459 | 0.7 | 1.8 | .387 | 1.7 | 2.2 | .800 | 1.1 | 1.7 | 2.8  | 1.7 | 0.7 | 0.2 | 1.0 | 1.3 | 9.5  |
| 8  | Scott Brooks     | 29   | 31 | 0  | 20.1 | 2.9 | 6.8  | .433 | 0.5 | 1.7 | .327 | 1.5 | 1.9 | .793 | 0.4 | 1.3 | 1.7  | 3.0 | 0.8 | 0.1 | 1.1 | 1.4 | 7.9  |
| 9  | George McCloud   | 27   | 42 | 3  | 19.1 | 3.4 | 7.8  | .439 | 0.8 | 2.1 | .382 | 1.9 | 2.3 | .833 | 2.0 | 1.5 | 3.5  | 1.3 | 0.5 | 0.2 | 1.0 | 1.7 | 9.6  |
| 10 | Doug Smith       | 25   | 63 | 0  | 13.1 | 2.1 | 5.0  | .417 | 0.0 | 0.2 | .083 | 0.9 | 1.2 | .760 | 0.7 | 1.6 | 2.3  | 0.7 | 0.5 | 0.4 | 0.6 | 2.1 | 5.1  |
| 11 | Terry Davis      | 27   | 46 | 2  | 12.6 | 1.1 | 2.5  | .434 | 0.0 | 0.0 | .000 | 0.9 | 1.4 | .636 | 1.4 | 2.0 | 3.4  | 0.2 | 0.1 | 0.1 | 0.7 | 1.7 | 3.0  |
| 12 | Donald Hodge     | 25   | 54 | 0  | 11.7 | 1.5 | 3.8  | .407 | 0.1 | 0.3 | .286 | 0.7 | 0.9 | .765 | 0.7 | 1.5 | 2.3  | 0.8 | 0.2 | 0.3 | 0.7 | 2.0 | 3.9  |
| 13 | Morlon Wiley     | 28   | 38 | 2  | 10.7 | 1.2 | 2.9  | .423 | 0.8 | 2.0 | .387 | 0.2 | 0.3 | .700 | 0.2 | 0.9 | 1.0  | 1.8 | 0.6 | 0.0 | 0.5 | 1.2 | 3.4  |
| 14 | Tony Dumas       | 22   | 58 | 0  | 10.6 | 1.7 | 4.3  | .384 | 0.4 | 1.3 | .301 | 0.9 | 1.3 | .649 | 0.6 | 0.5 | 1.1  | 1.0 | 0.2 | 0.1 | 0.9 | 1.3 | 4.6  |

## Galardones y récords
| Jugador    | Galardón                                                     |
| Jason Kidd | Rookie del Año de la NBA Mejor quinteto de rookies de la NBA |